# Gélose au cétrimide
La Gélose au cétrimide est un milieu de culture employé pour l'isolement de Pseudomonas aeruginosa, une bactérie impliquée dans des intoxications alimentaires.

## Composition
| peptone de gélatine                | 16,0 g  |
| peptone de caséine                 | 10,0 g  |
| bromure de tétradonium (cétrimide) | 0,2 g   |
| acide nalidixique                  | 15,0 mg |
| sulfate de potassium               | 10,0 g  |
| chlorure de magnésium              | 1,4 g   |
| agar                               | 10,0 g  |

pH = 7,1

## Rôle de quelques constituants
L'antiseptique cétrimide ainsi que l'antibiotique qui est l'acide nalidixique inhibent de très nombreuses bactéries.
Stimulation de la production de pyocyanine (coloration bleue): chlorure de magnésium et sulfate de potassium.

## Préparation
24,2 g par litre. Dans certaines compositions le cétrimide est présent avant autoclavage. Dans d'autres il est ajouté avec l'acide nalidixique qui est parfois absent.

## Utilisation
La gélose au cétrimide est un milieu permettant l'isolement sélectif de Pseudomonas aeruginosa dans des produits variés. Cependant, Serratia, Klebsiella et Acinetobacter peuvent y cultiver. Après ensemencement, le milieu est donc incubé à 41 °C pendant 24h avant d'être examiné, ce qui permet d'améliorer l'isolement sélectif de Pseudomonas aeruginosa.

## Lecture
L'obtention de colonies présentant une pigmentation caractéristique bleue ou bleu-vert et une fluorescence sous ultraviolets à 254 nm oriente vers Pseudomonas aeruginosa.